# Spencer Oliver
Oliver Spencer (ur. 27 marca 1975 w Londynie) – angielski bokser, zawodowy mistrz Europy w wadze super-koguciej (1997-1998).

## Kariera amatorska
W 1994 reprezentował Anglię na igrzyskach Wspólnoty Narodów w Victorii. W 1/8 finału rywalem Costello był Howard Gereo. Anglik zwyciężył na punkty (13:4), awansując do ćwierćfinału. W ćwierćfinale pokonał na punkty (20:3) Walijczyka Richarda Vowlesa, zapewniając sobie brązowy medal. W półfinale pokonał reprezentanta Ghany Godsona Sowah, a w finale przegrał minimalnie na punkty z Robertem Pedenem. 
W 1994 był mistrzem Wielkiej Brytanii w kategorii koguciej.

## Kariera zawodowa
Na zawodowym ringu zadebiutował w 1995. W swoim jedenastym zawodowym pojedynku został mistrzem Europy w kategorii super-koguciej. W walce o pas pokonał przez techniczny nokaut w czwartej rundzie Martin Krastewa. Trzykrotnie udanie bronił tytuł, a utracił go 2 maja 1998 r., przegrywając z Siergiejem Diwakowem.
Po walce okazało się, że powstał skrzep w mózgu Spencera, więc postanowił zakończyć karierę.